# سعيد بن نصر
سعيد بن نصر أحد وجهاء قبيلة أولاد يعقوب بمنطقة نفزاوة بالجنوب التونسي، عمل قايدا في عهد الاستعمار الفرنسي، وتوفي عام 1939.
- عين في البداية شيخا على قبيلته، ثم دخل إلى المخزن المحلي، وعين من هناك على رأس قيادة نفزاوة عام 1898 واستمر بهذا المنصب إلى فيفري 1922.
- امتدحه فيما بعد الحبيب بورقيبة في إحدى خطبه، إذ عرفه خلال نفيه بقبلي عام 1934.
- أنجب عددا من الأبناء برز منهم اثنان:
  - نصر بن سعيد الذي عمل لمدة ربع قرن قايدا وتوزّر في آخر العهد الاستعماري؛
  - عبد الصادق بن سعيد الذي شارك في المحاولة الانقلابية التي تم الكشف عنها في ديسمبر 1962 وأعدم في الشهر الموالي.